# Lizumer Hütte
Die Lizumer Hütte ist eine Schutzhütte der Sektion Hall in Tirol des Österreichischen Alpenvereins in den Tuxer Alpen im österreichischen Bundesland Tirol. Die Hütte liegt im hinteren Wattental mitten im weitläufigen Skitouren- und Wandergebiet der Wattentaler Lizum. Aufgrund ihrer Lage bzw. ihrer Größe wird die Hütte auch für verschiedenste Alpinkurse und Seminare genützt.

## Geschichte
Die Hütte wurde 1912 von Mitgliedern des Haller Alpenvereins als Stützpunkt für Skitouren errichtet, 1932 wurde sie erweitert. In den Jahren 1938/39 wurde die Hütte vom Deutschen Reich zwangsenteignet. Nach dem Krieg ging sie in das Eigentum der französischen Besatzung über, ehe sie 1955 der Republik Österreich übereignet wurde, in deren Eigentum sie bis heute ist. 2006 wurde die Hütte von der Sektion Hall des Alpenvereins generalsaniert, mit Kletterwänden innen und außen ausgestattet und 2007 mit dem Hüttengütesiegel des Österreichischen Alpenvereins ausgezeichnet.

## Wege
Die Hütte ist vom Parkplatz beim Lager Walchen in zwei Stunden Gehzeit erreichbar. Man kann entweder über die Militärstraße auf der westlichen Talseite gehen oder über den Zirbenweg auf der gegenüberliegenden Talseite. Eine Zufahrt mit dem Mountainbike über die Militärstraße ist nicht erlaubt.
Als Weg zur Lizumer Hütte bieten sich auch einige Jochübergänge an, nämlich das Klammjoch vom Navistal her, das Torjoch vom Tuxer Tal und das Grafensjoch von Weerberg her. Der Übergang von der Lizumer Hütte zur Glungezerhütte über das Navisjoch und das Rosenjoch nimmt sieben bis neun Stunden Gehzeit in Anspruch. Für den Übergang zur Weidener Hütte braucht man etwa fünf Stunden Gehzeit.
Die Lizumer Hütte ist Stützpunkt auf einigen Weitwanderwegen, so auf der Variante 02A des Zentralalpenwegs, weiters auf der Route  München – Venedig (Traumpfad München-Venedig) oder auch am Inntaler Höhenweg.

## Gipfel
Neben Weitwanderwegen und diversen Übergängen lassen sich von der Hütte auch zahlreiche Gipfeltouren machen, der höchste Gipfel im Gebiet der Hütte ist der Lizumer Reckner (2886 m). Weitere häufig bestiegene Gipfel sind der Geier (2857 m), ein vor allem im Winter beliebter Skitourengipfel, die Lizumer Sonnenspitze (2831 m), die Tarntaler Köpfe (2757 m), die Torwand (2771 m) oder die Torspitze (2663 m).

## Karte
- Alpenvereinskarte 1:50.000, Blatt 33, Tuxer Alpen